# 瓦尔吕泽勒
瓦尔吕泽勒（法語：Warluzel，法語發音：[waʁlyzɛl]）是法国上法蘭西大區加来海峡省的一个市镇，属于阿拉斯区。

## 地理
瓦尔吕泽勒（50°13'39"N, 2°28'11"E）面积4.02 平方千米，位于法国上法蘭西大區加来海峡省，该省份为法国北部沿海省份，西北濒北海，南至索姆省，东临北部省。
与瓦尔吕泽勒接壤的市镇（或旧市镇、城区）包括：大吕勒库尔、库勒蒙、松布兰、叙圣莱热、安贝尔库尔。
瓦尔吕泽勒的时区为UTC+01:00、UTC+02:00（夏令时）。

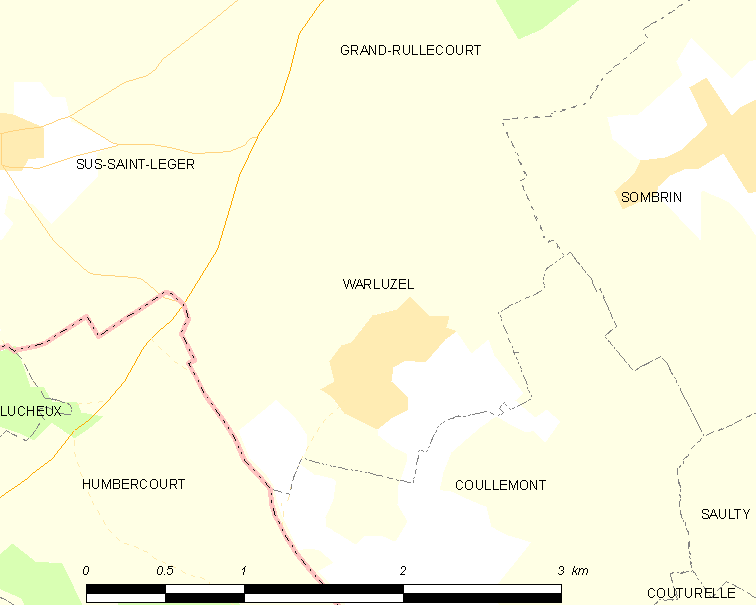
瓦尔吕泽勒的OSM定位图

## 行政
瓦尔吕泽勒的邮政编码为62810，INSEE市镇编码为62879。

## 政治
瓦尔吕泽勒所属的省级选区为阿韦讷勒孔特县。

## 人口

1962-2008年间瓦尔吕泽勒人口变化图示

瓦尔吕泽勒于2022年1月1日时的人口数量为215人。